# Тарра: Граница бури
Тарра: Граница бури — книжная дилогия в жанре фэнтези писательницы Веры Камши, включающая романы «Тёмная звезда» и «Несравненное право». Первый роман дилогии является дебютным у писательницы. Обе книги написаны в один год. Из-за «полупародийности» романа в нем было много неточностей, шероховатостей и ошибок. Чтобы завершить цикл, требовалось их устранить. В 2009 году дилогия была издана одним томом. Переиздание содержало значительные авторские изменения в тексте обоих романов. Некоторые эпизоды были расширены, другие же полностью исчезли. Более подробно описаны батальные сцены. Менее шаблонны стали отдельные, в первую очередь отрицательные, персонажи (например, Марциал Этьен-Виктор-Одуа, младший брат Бернара).

## Основные персонажи первой дилогии
- Рене-Аларик-Руис ре Аррой, герцог и Рьего сигнор че Вьяхе - Первый Паладин Зеленого Храма Осейны, адмирал, фактический правитель Эланда. Впоследствии король Таяны, господарь Тарски, император Арции Рене Первый. Консигна - белый волк, воющий на луну.
- Бернар - канцлер при дворе Базилека, второй муж дочери императора Валлы.
- Гардани Шандер - командир «Серебряных», граф, близкий друг Рене Арроя. Впоследствии Великий Герцог Таяны. Сигна - изогнутый меч на фоне трехглавой горы, из-за которой поднимается солнце.
- Годой Монтайя Михай-Эсейб-Удад - господарь Тарски, герцог, самозваный регент Таяны и император Арции. Главный антагонист первой дилогии. Сигна - воин с пламенным мечом.
- Годойя Мария-Герика, Эстель Оскора, Темная Звезда - единственная дочь Михая Годоя, наследница Тарски, впоследствии королева Таяны. Еще в детстве была избрана отцом для роли «супруги» Ройгу, которая из-за своей мягкотелости была бы подвластна Михаю.
- Диман Гоул - член Совета Паладинов, коронэль герцога Арроя и его старый друг.
- Зимный Рыгор - войт вольного села Белый Мост. Затем вождь антитарскийского восстания во Фронтере.
- Иоахиммиус Рэггский - сподвижник Филиппа и Феликса, один из самых влиятельных кардиналов. Впоследствии кардинал Кантиски и настоятель Великого монастыря святого Эрасти Гидальского в Эр-Атэве.
- Ландей Франциск - маршал Арции, друг юности принца Эллари. Сигна - атакующий вепрь.
- Луи че Лагг, Луи Арцийский - сын старшего брата императора Базилека Эллари. Изгнан на задворки империи вследствие интриг Бернара.
- Мона Леопина Ирэна рэ Клэ - знахарка из села Белый Мост. Впоследствии Хозяйка Тахены.
- Максимилиан - сначала кардинал Вриона, затем кардинал Таяны, Тарски и Эланда, один из самых активных сторонников Феликса.
- Мальвани Сезар - маршал Арции, друг принца Эллари. Сигна - лежащий тигр.
- Шарль че Матей - друг старшего брата императора Базилека, принца Эллари, погибшего в битве при Авире. Сигна - воткнутый в срубленный дуб топор.
- Примеро - маг, глава Преступивших, заключивший союз с адептами Ройгу.
- Уанн - маг-одиночка. Хранитель Меча.
- Феликс I - Архипастырь, наследовавший Филиппу. Бывший военный, вследствие инвалидности поселившийся в монастыре.
- Филипп XI - Архипастырь Церкви Единой и Единственной, убитый адептами Ройгу.
- Ямбор Стефан-Аларик-Кенстин-Тейни - наследник таянского престола. Избран Вместилищем Ройгу, но силой воли смог удерживать сущность бога в себе.
- Ямбор Маркус-Ян-Иоахимм, «Старый Марко» - король Таяны.
- Ямбора Анна-Илана - младшая дочь Марко и Акме Арроя
- Эаритэ Сумеречная - в прошлом младшая жрица храма О, затем - Хранительница Кабаньих топей во Фронтере.
- Эанке Аутондиэль, Эанке Падающая Звезда, дочь Астена Кленовой Ветви и Нанниэль Водяной Лилии, сестра-близнец Нэо Рамиэрля. Воспитывалась матерью, которая ушла от мужа после похищения тем новорожденного Нэо Рамиэрля и внушила гордой и страстной девочке мечту о власти. Отличается скверным характером и приверженностью к старым обычаям.
- Эмзар Снежное Крыло - местоблюститель Лебединого трона, старший сын последних Лебединых владык. Консигна - взлетающий лебедь.
- Астен Кленовая Ветвь - глава эльфийского Дома Розы, младший брат Эмзара. Сторонник того, что эльфы должны быть защитниками Тарры. Погиб от руки собственной дочери. Консигна - плывущий лебедь.
- Нэо Рамиэрль, Нэо Звездный Дым, Роман-Александр че Вэла-и-Пантана, брат-близнец Эанке Аутондиэль - наследник Астена, вскоре после рождения похищен своим отцом у матери и подброшен людям среди которых и вырос, в дальнейшем эльфийский разведчик в мире людей, скрывающийся под личиной барда. Консигна - белая роза в скрещении солнечных лучей.
- Клэр Утренний Ветер - глава Дома Журавля. Сподвижник Эмзара в решении выступить в войне людей на стороне Эланда. Консигна - золотой кленовый лист.
- Кэриун-а-Роэбл-а-Дасто - Хозяин Ласковой Пущи. Молодой дубовичок, переживший появление во Фронтере Осеннего Кошмара.
- Прашинко - Хозяин сопредельных Тахене дорог.
- Криза нида Коэй-Ладда - орка, старшая дочь Грэдда. Спутница Романа в походе к Седому полю. Впоследствии - жена Уррика.
- Рэннок пад Коэй - отшельник в Корбутских горах, приемный отец Кризы и Грэддока.
- Уррик пад Рокэ - воин, начальник личной стражи Годоя, возлюбленный Иланы. Впоследствии правитель Южного Корбута, присягнувший на верность Рене Аррою. Побратим Шандера Гардани.
- Андриаманзака-Ракатуманга-Жан-Флорентин - философская жаба, спутник Рене Арроя.
- Гиб - Водяной Конь, спутник Прежних богов, последний из своего рода.
- Преданный - рысь, подаренная Романом Стефану. Привязан к человеку посредством эльфийского артефакта - пары ошейников.
- Шаддур - «Ожидающий», один из советников Михая Годоя. Глава ордена Ройгу.
- Ройгу - Прежний бог Тарры, заточенный за предательство своими родичами меж корней Корбута. Повелитель тумана, лжи и снов. Часто принимал обличье белого оленя.
- Великие Братья - легендарные покровители Эланда, принимавшие облик огромного Орла и золотого Дракона.
- Проклятый, Церна Эрасти-Рафаэль - маг, пытавшийся предупредить людей о Конце света. Был заточен святой Циалой, получившей за это посох Архипастыря Церкви Единой и Единственной. До становления магом был сподвижником императора Арции Анхеля Светлого, но оказался предан им из-за расхождения мнений. Сигна - пылающее сердце.